# Terminalia macroptera
Terminalia macroptera är en tvåhjärtbladig växtart som beskrevs av Jean Baptiste Antoine Guillemin och Perr.. Terminalia macroptera ingår i släktet Terminalia och familjen Combretaceae. Inga underarter finns listade i Catalogue of Life.